# 6a Mostra Internacional de Cinema de Venècia
La 6a Mostra Internacional de Cinema de Venècia es va celebrar entre el 8 al 31 d'agost de 1938. El festival va oferir una retrospectiva del cinema francès mostrant treballs de 1891 a 1933.

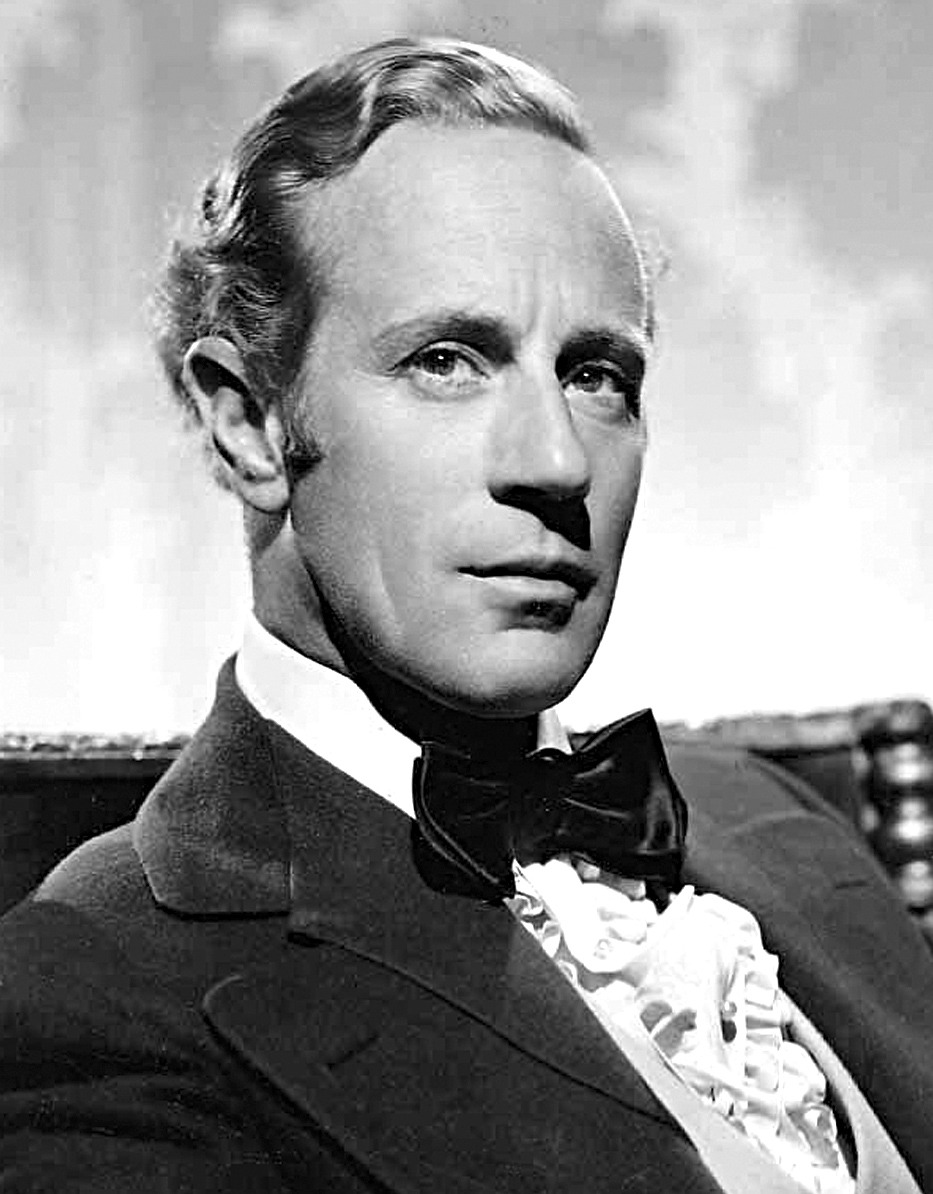
Leslie Howard, guanyador de la Copa Volpi al millor actor

## Jurat
- Giuseppe Volpi di Misurata (president) (Itàlia)[4]
- Olaf Andersson (Suècia)
- Luigi Freddi (Itàlia)
- Milous Havel (Txecoslovàquia)
- Neville Kearney (Gran Bretanya)
- René Jeanne (França)
- Oswald Lehnich (Alemanya)
- Antonio Maraini (Itàlia)
- Humberto Mauro (Brasil)
- Edmond Moreau (Suïssa)
- Eitel Monaco (Itàlia)
- Ryszard Ordynski (Polònia)
- Giacomo Paolucci de Calboli Barone (Itàlia)
- Alfonso Rivas Bustamante (Mèxic)
- Harold Smith (EUA)
- Junzo Sato (Japó)
- F. L. Theron (Sud-àfrica)
- Carl Vincent (Bèlgica)
- Louis Villani (Hongria)

## Pel·lícules en competició
| Títol original                                                           | Director(s)                                               | País de producció |
| ------------------------------------------------------------------------ | --------------------------------------------------------- | ----------------- |
| The Adventures of Tom Sawyer                                             | Norman Taurog                                             | Estats Units      |
| The Drum                                                                 | Zoltan Korda                                              | Regne Unit        |
| Gonin no Sekkohei                                                        | Tomotaka Tasaka                                           | Japó              |
| Heimat                                                                   | Carl Froelich                                             | Alemanya Nazi     |
| Jezebel                                                                  | William Wyler                                             | Estats Units      |
| Luciano Serra pilota                                                     | Goffredo Alessandrini                                     | Regne d'Itàlia    |
| Marie Antoinette                                                         | W. S. Van Dyke                                            | Estats Units      |
| Olympia 1. Teil - Fest der Völker i Olympia 2. Teil - Fest der Schönheit | Leni Riefenstahl                                          | Alemanya Nazi     |
| Prison sans barreaux                                                     | Léonide Moguy                                             | França            |
| Pygmalion                                                                | Anthony Asquith i Leslie Howard                           | Regne Unit        |
| Snow White and the Seven Dwarfs                                          | Walt Disney, Wilfred Jackson, Ben Sharpsteen i David Hand | Estats Units      |

## Premis
- Millor pel·lícula:
  - Luciano Serra pilota by Goffredo Alessandrini
  - Olympia 1. Teil - Fest der Völker i Olympia 2. Teil - Fest der Schönheit de Leni Riefenstahl
- Copa Volpi:
  - Millor Actor: Leslie Howard per Pygmalion
  - Millor Actriu: Norma Shearer per Marie Antoinette
- Recomanació especial:
  - Allá en el Rancho Grande de Fernando de Fuentes
  - Break the News de René Clair
  - Der Mustergatte de Heinz Rühmann
  - En kvinnas ansikte de Gustaf Molander
  - Fahrendes Volk de Jacques Feyder
  - Geniusz sceny de Ludwik Solski
  - Hanno rapito un uomo de Gennaro Righelli
  - Jezebel de William Wyler
  - Le quai des brumes de Marcel Carné
  - Michelangelo de Curt Oertel
  - Sotto la croce del sud de Guido Brignone
  - The Rage of Paris de Henry Koster
  - Thema's van de inspiratie de Charles Dekeukeleire
  - Urlaub auf Ehrenwort de Karl Ritter
  - Vivacious Lady de George Stevens
- Millor Director: Heimat de Carl Froelich
- Medalla: Natur und Technik d'Ulrich K. T. Schultz
- Millor curtmetratge de ficció
  - Armonie pucciniane de Giorgio Ferroni
  - Karakoram de Henri de Ségogne
  - Sv. Istvan (Magyar Film Iroda)
- Millor documental:
  - Nella luce di Roma (Istituto Nazionale Luce)
  - The River by Pare Lorentz
- Millor pel·lícula científica o educativa: Der Bienenstaat de Ulrich K. T. Schultz
- Premi Especial (The Grand Art Trophy): Snow White and the Seven Dwarfs de Walt Disney, Wilfred Jackson, Ben Sharpsteen i David Hand